# 오타촌 (도야마현 히가시토나미군)
오타촌(太田村)은 도야마현 히가시토나미군에 있던 촌이다.

## 역사
- 1889년 4월 1일 - 정촌제 시행에 의해  도나미군 오타촌이 성립하였다.
- 1896년 4월 1일 - 군 개편에 의해 도나미군이 분할해 히가시토나미군이 성립에 의해 히가시토나미군에 속하게 되었다.
- 1954년 1월 15일 - 도나미정에 편입되었다.

## 참고문헌
- 『市町村名変遷辞典』東京堂出版、1990年。